# Der Bienenkorb (Roman)
 Der Bienenkorb (Originaltitel:  La Colmena) ist ein Roman von Camilo José Cela. Er erschien erstmals 1963. Die deutsche Übersetzung erschien 1964 im Piper-Verlag.

## Inhalt
Das Buch handelt von dem Alltag im Madrider Café von Doña Rosa zur Zeit des Zweiten Weltkriegs. Dort treffen sich viele Personen aus dem Kleinbürgertum, um Kaffee zu trinken, Schach oder Billard zu spielen. Das soziale Spektrum der Kaffeehausbesucher reicht von Schuhputzern und Zeitungsverkäufern bis zu Bohèmiens und unterbezahlten Intellektuellen und Künstlern. Doña Rosa beherrscht die Führung des Cafés und nimmt auch manchmal selbst an Diskussionen teil. Die Geschichte endet am Tag des Abschlusses der Konferenz von Teheran.

## Zitat
„Die Kaffeehausbetreiber sind Leute, die der Ansicht sind, alles nehme sowieso seinen Lauf, und es lohne sich nicht, irgend etwas ändern zu wollen. In Doña Rosas Café rauchen alle Gäste, und die meisten sinnieren für sich allein über die armseligen, die angenehmen, die geliebten Dinge nach, die ihr Leben ausfüllen oder auch nicht.“ S. 7

## Verfilmung
Der Bienenkorb wurde 1982 unter demselben Titel von Mario Camus verfilmt.

## Kritik
„Im Wechsel von niedriger Lebensgier und dumpfen Gleichmut, von erbärmlichen Lastern und spärlichen Freuden erschöpft sich dieses Leben, gleichgültig von einem Tag zum anderen weitergetragen, sinnlos in seiner Monotonie.“

## Ausgabe
- Der Bienenkorb. Aus dem Spanischen von Gerda Theile-Bruhns, Deutscher Bücherbund, Stuttgart, München 1989

## Sekundärliteratur
- Kindlers Literaturlexikon, Band 6, dtv, München, 1974, ISBN 3-423-03143-3